# Рі Се Ун
Рі Се Ун (кор. 리세웅; нар. 22 грудня 1998) — північнокорейський борець греко-римського стилю, дворазовий срібний призер чемпіонатів Азії, бронзовий призер Азійських ігор, чемпіон Всесвітніх ігор військовослужбовців, бронзовий призер Олімпійських ігор, триразовий чемпіон Азії серед кадетів, чемпіон Літніх юнацьких Олімпійських ігор.

## Життєпис
Боротьбою почав займатися з 2009 року.
Виступає за спортивний клуб з Пхеньяна. Тренер — Кім Хак Гвон.

## Спортивні результати на міжнародних змаганнях

### Виступи на Олімпіадах
| Змагання                    | Збірна | Вагова категорія                 | Місце  |
| --------------------------- | ------ | -------------------------------- | ------ |
| Літні Олімпійські ігри 2024 | КНДР   | греко-римська боротьба, до 60 кг | Бронза |

### Виступи на Чемпіонатах світу
| Змагання                        | Збірна         | Вагова категорія                 | Місце |
| ------------------------------- | -------------- | -------------------------------- | ----- |
| Чемпіонат світу з боротьби 2018 | Північна Корея | греко-римська боротьба, до 60 кг | 5     |
| Чемпіонат світу з боротьби 2019 | Північна Корея | греко-римська боротьба, до 60 кг | 14    |

### Виступи на Чемпіонатах Азії
| Змагання                       | Збірна         | Вагова категорія                 | Місце  |
| ------------------------------ | -------------- | -------------------------------- | ------ |
| Чемпіонат Азії з боротьби 2018 | Північна Корея | греко-римська боротьба, до 60 кг | Срібло |
| Чемпіонат Азії з боротьби 2019 | Північна Корея | греко-римська боротьба, до 60 кг | Срібло |

### Виступи на Азійських іграх
| Змагання           | Збірна         | Вагова категорія                 | Місце  |
| ------------------ | -------------- | -------------------------------- | ------ |
| Азійські ігри 2018 | Північна Корея | греко-римська боротьба, до 60 кг | 5      |
| Азійські ігри 2022 | Північна Корея | греко-римська боротьба, до 60 кг | Бронза |

### Виступи на Всесвітніх іграх військовослужбовців
| Змагання                                | Збірна         | Вагова категорія                 | Місце  |
| --------------------------------------- | -------------- | -------------------------------- | ------ |
| Всесвітні ігри військовослужбовців 2019 | Північна Корея | греко-римська боротьба, до 60 кг | Золото |

### Виступи на інших змаганнях
| Змагання                                                     | Збірна         | Вагова категорія                 | Місце  |
| ------------------------------------------------------------ | -------------- | -------------------------------- | ------ |
| Олімпійський кваліфікаційний турнір з боротьби 2024 (Бішкек) | Північна Корея | греко-римська боротьба, до 60 кг | Золото |

### Виступи на змаганнях молодших вікових груп
| Змагання                                     | Збірна         | Вагова категорія                 | Місце  |
| -------------------------------------------- | -------------- | -------------------------------- | ------ |
| Чемпіонат Азії з боротьби серед кадетів 2013 | Північна Корея | греко-римська боротьба, до 42 кг | Золото |
| Чемпіонат Азії з боротьби серед кадетів 2014 | Північна Корея | греко-римська боротьба, до 42 кг | Золото |
| Літні юнацькі Олімпійські ігри 2014          | Північна Корея | греко-римська боротьба, до 42 кг | Золото |
| Чемпіонат Азії з боротьби серед кадетів 2015 | Північна Корея | греко-римська боротьба, до 54 кг | Золото |